# Carl Gustav M/45
Kulsprutepistol m/45 (Kpist m/45) biết tới như Carl Gustav M/45 hay Swedish K là loại súng tiểu liên dùng đạn 9 mm của Thụy Điển, thiết kế bởi Gunnar Johnsson, được đưa vào sản xuất năm 1945 (vì thế nên có tên m/45) ở nhà máy Carl Gustafs Stads Gevärsfaktori tại Eskilstuna. Nó đã được xem là súng tiểu liên tiêu chuẩn cho quân đội Thụy Điển từ năm 1945 cho đến những năm 1990. Chúng đã được dần dần thay thế bởi các khẩu súng trường tấn công AK 4 và AK 5. Lực lượng cuối cùng trong quân đội Thụy Điển đã cho loại súng này ra khỏi biên chế năm 2003.
Khẩu M/45 được phát triển từ năm 1944 đến năm 1945 với thiết kế vay mượn cũng như nâng câng cấp nhiều từ các khẩu súng tiểu liên chế tạo trước đó như các khẩu MP-40, Sten, PPSh-41 và PPS-43. Hai thiết kế đã được thử nghiệm vào năm 1944, một đến từ Carl Gustafs Stads Gevärsfaktori và một đến từ Husqvarna Vapenfabriks AB, mẫu của Carl Gustafs Stads Gevärsfaktori đã được chọn để tiến hành phát triển thêm. Khi súng được chế tạo hàng loạt nó được đặt tên là Kpist m/45. Mẫu của Husqvarna Vapenfabriks AB tuy thất bại trong cuộc thử nghiệm nhưng nó cũng được tiếp tục phát triển một cách độc lập và cuối cùng tạo ra khẩu Hovea M/49.

## Cấu tạo
Mẫu M/45 cơ bản là loại súng chỉ có chế độ bắn tự động không có chế độ bán tự động. Sử dụng hộp đạn rời 36 viên, bắn với khóa nòng mở, kim điểm hỏa gắn cố định và báng súng có thể gấp. Với tốc độ bắn từ 550 đến 600 viên/phút và độ giật thấp khiến nó trở nên dễ điều khiển khi bắn tự động. Việc bắn từng viên cũng có thể được sử dụng nếu biết cách bóp cò do kinh nghiệm hay được huấn luyện.
Hộp đạn rời 36 viên dạng thẳng hơi rộng ra ở phần cuối để giúp cho việc nạp đạn tốt hơn trong môi trường bụi đất hoặc nhiệt độ dưới không nơi mà khó điều khiển các ngón tay chính xác được. Việc thiết kế theo dạng hình thang để cho việc tiếp đạn của hộp đạn đáng tin hơn vì thiết kế theo dạng hình chữ nhật của các băng đạn thẳng khác thường kẹt đạn trong lúc nguy cấp. Thiết kế này sau đó được dùng cho các hộp đạn trong các loại súng khác của Phần Lan như các biến thể của khẩu Suomi KP-31. Loại súng này không có nút khóa an toàn, chế độ an toàn của loại súng này là đẩy nút lên đạn lên phía trên và gấp vào một khe phía trước. Thiết kế này làm việc chuyển đổi từ chế độ an toàn sang chế độ chiến đấu lâu hơn vì người lính phải kéo nút lên đạn ra khỏi khe nơi mà đôi khi nó thụt vào quá sâu và sau đó tiến hành nạp đạn để bắn.

## Chế tạo và sử dụng
Ai Cập đã mua bản quyền chế tạo loại súng này với tên Port Said và Akaba. Các dụng cụ cũng như kỹ thuật cần cho việc chế tạo cũng được chuyển cho Ai Cập trong những năm 1950. Mẫu Port Said trông giống như M/45 còn mẫu Akaba hơi khác một tí. Mẫu Akaba không có lớp bao quanh nòng súng, nòng súng hơi ngắn hơn báng súng gấp thay bằng báng súng dạng khung.
Khi quân đội Thụy Điển bắt đầu thanh lý số M/45 tồn kho và bán chúng cho Indonesia và Ireland. Quân đội Ireland đã sử dụng chúng trong cuộc khủng hoảng Congo những năm 1960 và trong cuộc nội chiến Liban những năm 1970 và cuộc xung đột vũ trang tại Bắc Ireland. Quân đội Ireland sau đó đã thay thế M/45 bằng Steyr AUG.
Trong cuộc chiến tranh Việt Nam lực lượng SEAL của Hoa Kỳ đã sử dụng Carl Gustav m/45 rất rộng rãi vì chúng có thể bắn gần như ngay từ khi lên khỏi mặt nước. Chúng cũng thấy sử dụng bởi lực lượng CIA và các cố vấn. Lực lượng Hoa Kỳ thường gọi các khẩu này là Swedish-K hay K-Rifle. Lực lượng hải quân Mỹ rất ấn tượng bởi các M/45 nên khi Thụy Điển cấm vận xuất khẩu vũ khí sang Hoa Kỳ vào năm 1966 thì Smith & Wesson đã được giao nhiệm vụ sản xuất bản sao của M/45 mà kết quả là khẩu Smith & Wesson M76. Tuy nhiên, khi HK M76 chuẩn bị được đưa vào chiến đấu thì Hải quân Hoa Kỳ đã kết thúc phần lớn nhiệm vụ tại châu Á. Rất nhiều khẩu M76 đã được chuyển cho lực lượng đặc nhiệm bí mật. Một lực lượng SEAL sử dụng ống hãm thanh M3 cho loại súng này tuy nhiên nó quá nặng cho các yêu cầu nhiệm vụ phản ứng nhanh nên một phiên bản ống hãm thanh khác do Thụy Điển chế tạo nhẹ hơn nhiều đã nhanh chóng được dùng để thay thế. Mẫu MK-760 là phiên bản làm bằng sợi cacbon của M76 để giảm trọng lượng.

## Quốc gia sử dụng
- Thụy Điển
- Algérie
- Cộng hòa Trung Phi ex-Zairan Port Said s
- Ai Cập Sản xuất tại địa phương theo giấy phép như Port Said và Akaba .
- Estonia
- Indonesia
- Iraq Biến thể Port Said được quân nổi dậy Iraq sử dụng
- Ireland Quân đội Ireland đã sử dụng Carl Gustaf cho đến khi nó được thay thế bởi Steyr AUG
- Jordan Biến thể Port Said
- Paraguay
- Việt Nam Cộng hòa Chương trình Nhóm phòng thủ bất thường dân sự và Quân lực Việt Nam Cộng hòa
- Ukraine
- Zaire Đã sử dụng biến thể Port Said.
- Lào
- Việt Nam
- Vương quốc Liên hiệp Anh và Bắc Ireland